# Succursaal
Een succursaal of, naar het Frans, succursale is een bijkantoor, filiaal of nevenvestiging.
Het woord wordt vooral in kerkelijke kringen gebruikt om een klooster aan te duiden dat vanuit een moederhuis of centrale abdij is gesticht. Dit klooster wordt dan een succursaalshuis genoemd. Het werd bestuurd door een succursaal-overste. Ook een hulpkerk die vanuit een bepaalde parochie werd gesticht, wordt wel succursaalkerk genoemd.
In de meer profane betekenis, bijvoorbeeld het bijkantoor van een bank, of een dochteronderneming, wordt het woord vooral in Vlaanderen gebezigd.